# Jutaí
Jutaí es un municipio brasileño del estado de Amazonas, en la Región Norte de Brasil. Se localiza en la microrregión amazonense del Alto Solimões. Su población, de acuerdo con estimaciones del IBGE es de 16 200 habitantes en 2016. Su superficie territorial es de 69.857 km². Su nombre viene del Río Jutaí, río amazónico, afluente del Río Amazonas, que pasa por todo el territorio del municipio.

## Reservas de conservación
El municipio se encuentra en la desembocadura de los ríos Jutaí-Amazonas en una ecorregión de los bosques húmedos, contiene partes de la Estación Ecológica de Preservación de Jutaí-Solimões y contiene 275,533 hectáreas (680,860 acres) de la Reserva Extractiva del Río Jutaí, creado en 2002, el municipio contiene cerca de 2,450,380 hectáreas (6,055,000 acres) de la Reserva Cujubim de Desarrollo Sostenible, creada en 2003, esta es la mayor unidad de conservación del Amazonas y la mayor reserva de desarrollo sostenible en el mundo.